# St. Johannes Apostel (Dernau)

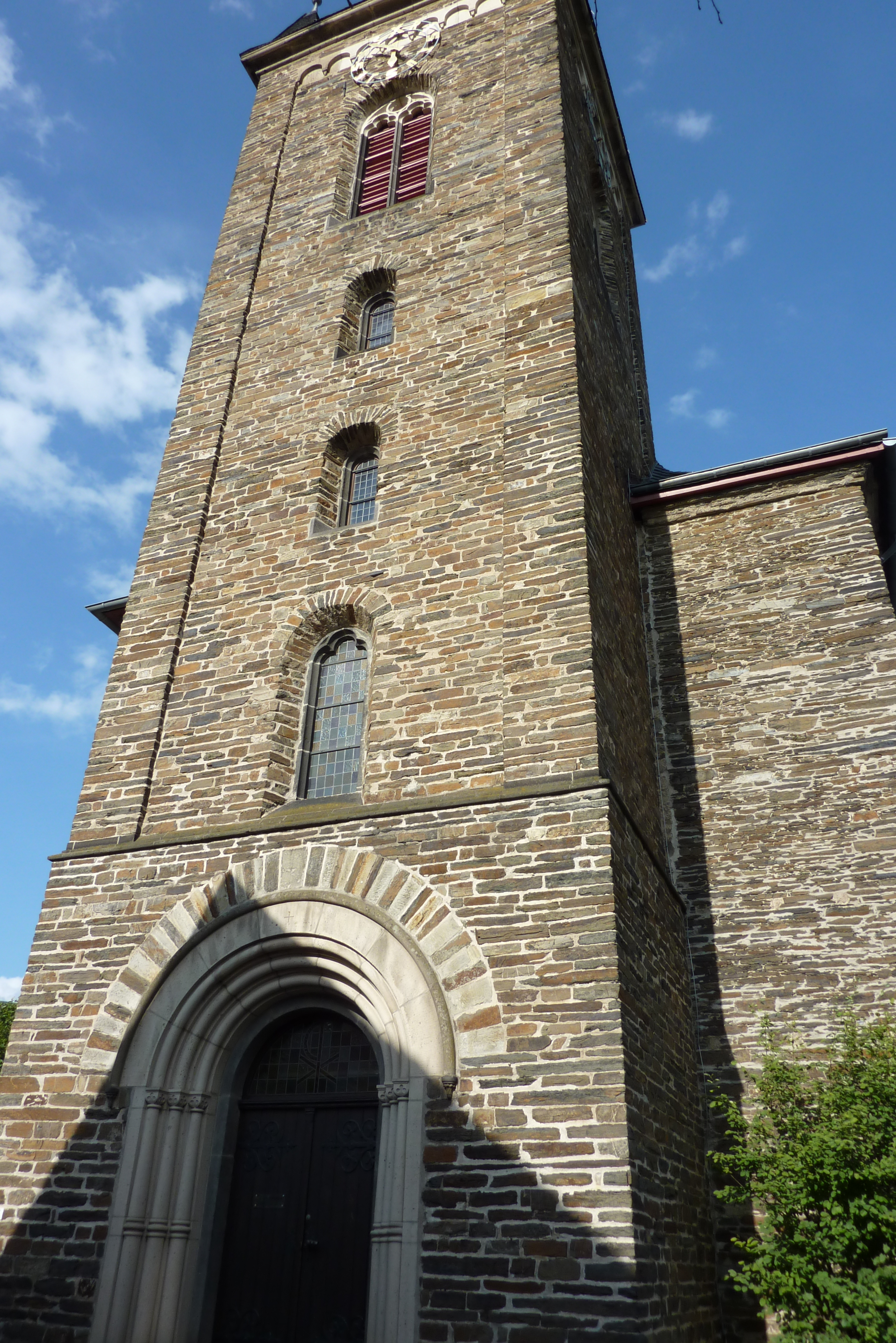
Westturm und Portal der Kirche

Die römisch-katholische Pfarrkirche St. Johannes Apostel in Dernau, einer Ortsgemeinde im Landkreis Ahrweiler (Rheinland-Pfalz), wurde 1763 dem Apostel Johannes geweiht.

## Geschichte
In den Quellen wird 1147 erstmals eine Kirche in Dernau erwähnt. 1289 stifteten die Eheleute Siegfried und Greta von Dernau ein Hospital mit Kapelle für Arme und Kranke zu Ehren des Papstes Silvester I., die heute als Sakristei dient. 1448 kaufte das Kloster Marienthal das Patronatsrecht dem Stift Rees ab. Das Kloster Marienthal, das als Empfänger der Kirchenpfründe die Baupflicht hatte, ließ nach langen Streitigkeiten eine neue Kirche bauen, die am 12. Juni 1763 geweiht wurde.
Im Jahr 1774 kamen die beiden Seitenaltäre hinzu und 1782 wurde der Hochaltar geweiht. Mit der Auflösung des Klosters Marienthal (Säkularisation) im Jahr 1802 wurde Dernau unabhängige Pfarrei im Bistum Aachen.

## Architektur
Der Saalbau aus Bruchstein besitzt ein Mansarddach. 1869 wurde der Westturm auf den Fundamenten des alten Turms aus dem 15. Jahrhundert errichtet. Von 1924 bis 1926 wurde die Kirche renoviert und die Orgelempore erweitert. Schließlich wurde 1963 an der Südseite ein Anbau hinzugefügt. Bei der Renovierung von 1999 bis 2004 wurde die alte Wandbemalung und die barocke Ausstattung so weit wie möglich wieder hergestellt.

## Ausstattung

### Altäre

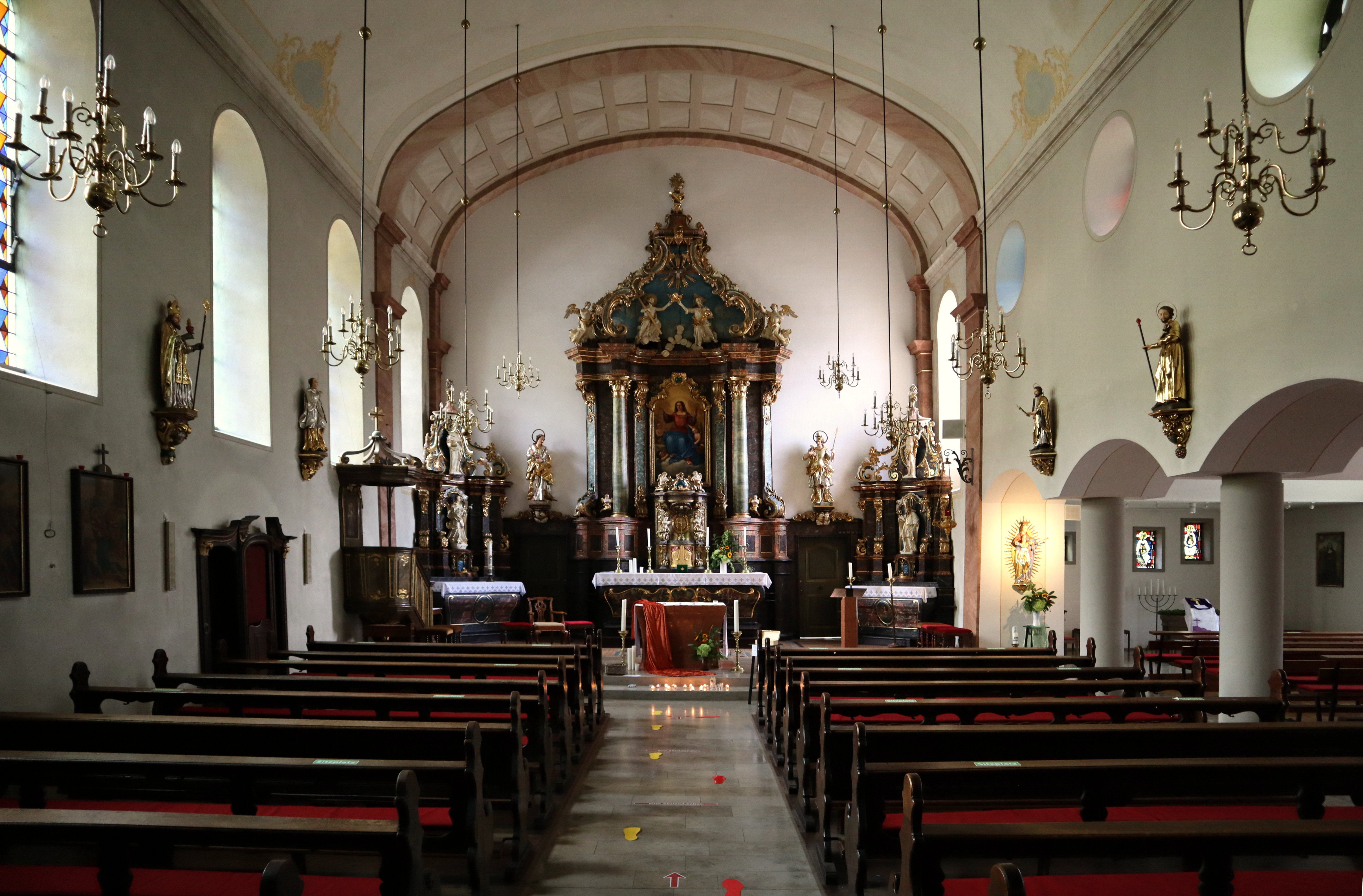
Innenansicht der Kirche

Unter dem heutigen barocken Hochaltar befinden sich noch Altarplatten aus der Zeit vor 1763. Dieser Hochaltar von 1782 besitzt einen 9,50 m hohen Säulenaufbau. Im Mittelteil wird auf einem Bild die Krönung Mariens als Himmelskönigin dargestellt. Der obere Teil des Hochaltars zeigt den sogenannten Phönix, der der Flamme entsteigt und als Symbol für die Auferstehung gedeutet wird.
Der rechte Seitenaltar ist dem hl. Silvester, dem hl. Quirinus und dem hl. Sebastian gewidmet. In der Altarmitte stehen die Skulpturen der Heiligen Silvester und Sebastian.
Der linke Seitenaltar ist der Unbefleckten Empfängnis und der hl. Anna, der Mutter Mariens, gewidmet. In der Mitte steht Maria und darüber die hl. Anna.
Der neue Zelebrationsaltar aus dem Jahr 2000 ist aus rotem Marmor (Rosso Verona). Eine Reliquie des Seligen Adolph Kolping ist in einem mit Bleikristall verschlossenen Sepulcrum eingelassen.

### Heiligenfiguren
Über den Chortüren stehen die Holzskulpturen des heiligen Johannes und des heiligen Quirinus aus der Zeit des Rokoko. An den Wänden des Langhauses stehen auf Barockkonsolen weitere Heilige: Aloisius (18. Jahrhundert), Augustinus, Antonius von Padua (1770), Matthias (17. Jahrhundert), Josef, Johannes Nepomuk (1770) und Jodokus. Im Seitenschiff befindet sich die Mutter Gottes im Strahlenkranz, Maria Königin genannt, aus dem 17. Jahrhundert.

### Orgel
Die Kommunionbank von 1700 wurde als Brüstung der Orgelempore wiederverwendet. Die alte Barockorgel (18. Jahrhundert) wurde 1933 von der Firma Klais in eine elektrische Orgel umgebaut und erweitert, wobei das alte Orgelprospekt erhalten blieb.

### Taufbecken

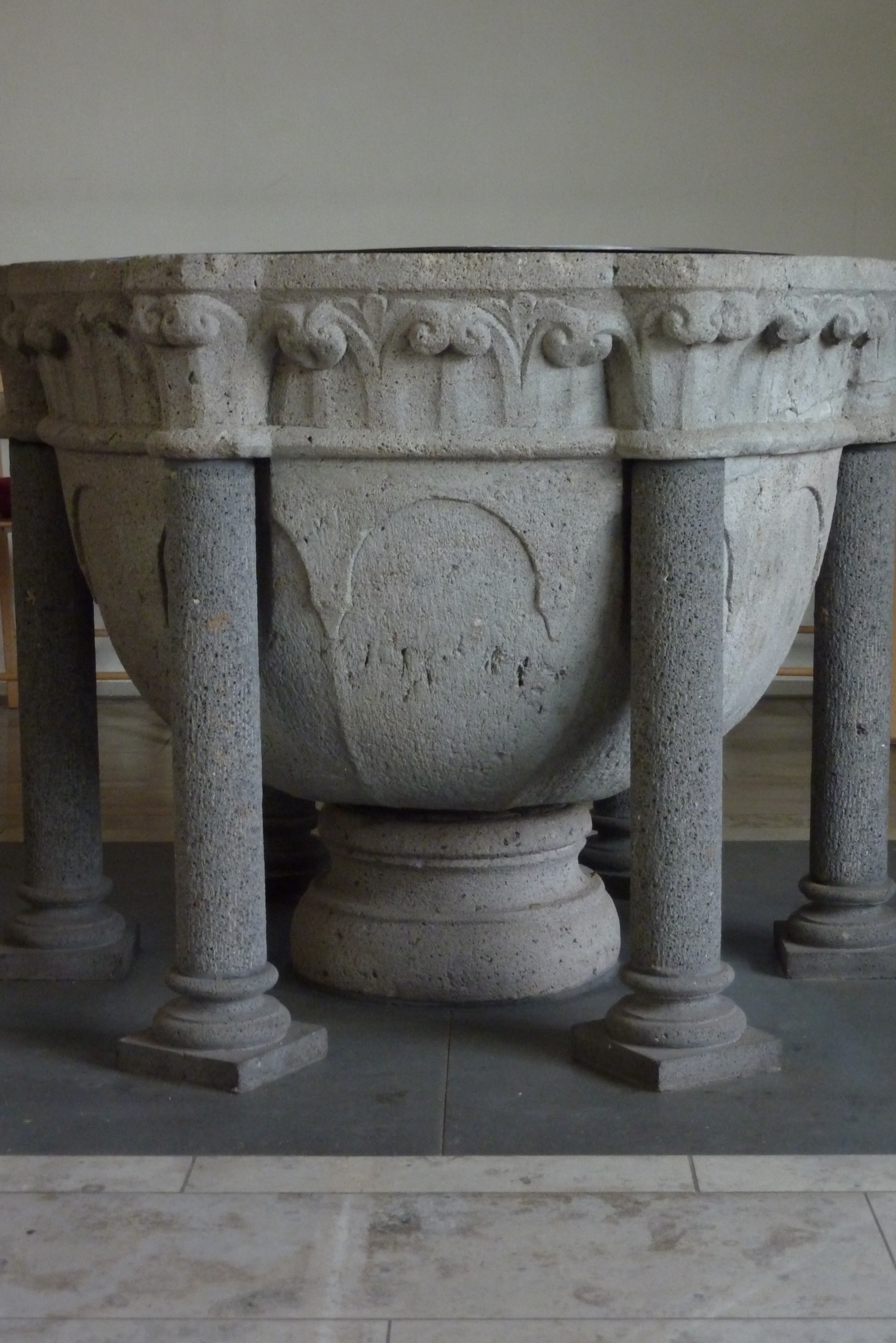
Romanisches Taufbecken

Das romanische Taufbecken aus Basaltlava soll aus der Zeit um 1230 stammen. Der 1925 angeschaffte barocke Taufstein aus Marmor dient heute als Weihwasserbecken.

## Kirchturm
Der 1869 errichtete Kirchturm besitzt eine Kirchturmuhr, deren Zifferblätter als Ziffern die Buchstaben des Namens Jesus Xristus (von altgriechisch Ἰησούς Χριστός) haben.
Im Turm hängen drei Glocken, deren älteste 1385 gegossen wurde.